# More than This (One Direction)
More than This è il quarto singolo del gruppo musicale anglo-irlandese One Direction, pubblicato nel 2012 per promuovere il DVD live della band Up All Night-The Live Tour. Su CD è uscito solo in Australia, mentre in Gran Bretagna e Irlanda è stato reso disponibile per il download digitale.

## Tracce
CD e Download digitale
1. More than This – 3:48 (Jamie Scott)
2. More than This (Live) – 4:08
3. What Makes You Beautiful (Live) – 3:44
4. Gotta Be You (Live) – 4:00
5. Up All Night (Live) – 3:48

## Classifiche
| Classifica  | Posizione più alta |
| ----------- | ------------------ |
| Australia   | 49                 |
| Regno Unito | 86                 |
| Irlanda     | 39                 |